# Лодрино
Лодрино (итал. Lodrino) је насеље у Италији у округу Бреша, региону Ломбардија.
Према процени из 2011. у насељу је живело 1717 становника. Насеље се налази на надморској висини од 745 м.

## Становништво
Према резултатима пописа становништва 2011. у општини је живело 1.750 становника.
| 1951. | 1961. | 1971. | 1981. | 1991. | 2001. | 2011. |
| ----- | ----- | ----- | ----- | ----- | ----- | ----- |
| 1.122 | 1.201 | 1.208 | 1.318 | 1.416 | 1.717 | 1.750 |